# سایوز۲۱
سایوز-۲۱ (به روسی: Союз 21)(به معنای اتحاد ۲۱)اولین مأموریت سرنشین دار از مأموریت های سه گانه سازمان فضایی شوروی به مقصد سالیوت۵ بود. هرچند این مأموریت در راستای پیشبرد اهداف نظامی به وقوع می پیوست، اما شامل چندین آزمایش علمی و مهندسی دیگر نیز بود. سایوز۲۱ مأموریتی موفق بود و فضانوردان توانستند وارد سالیوت۵ شوند، اما به دلیل تخلیه ناگهانی ایستگاه و بازگشت فضانوردان بعد از طی ۴۹ روز، روس ها نتوانستند آن را به صورت کامل و مطابق با برنامه ریزی انجام شده به پایان برسانند.
سالیوت۵ آخرین پروژه نظامی-فضایی برنامه ریزی شده توسط روس ها بود که پیرو پروژه سری آلماز انجام میگرفت. سالیوت۵ چند هفته قبل از این مأموریت به فضا پرتاب و در مدار قرار گرفته بود. فضانوردان یک روز پس از پرتاب سایوز۲۱ وارد ایستگاه سالیوت۵ شده و فردای آن روز نیز یک نمایش تلویزیونی از سالیوت۵ را به نمایش در آورند. عمده اهداف این مأموریت فضایی، نظامی و محرمانه بود اما فضانوردان چندین آزمایش علمی مانند رشد کریستال و مشاهده نوعی ماهی آکواریوم که با خود برده بودند را اجرا کردند.
بعد از گذشت ۴۹ روز از مأموریت، فضانوردان به دلیل استشمام بویی تند و زننده مجبور به تخلیه ایستگاه شدند.بحث هایی فراوانی در مورد تخلیه زود هنگام سالیوت۵ وجود داشت. عده ای گمانه زنی میکردند که تخلیه زود هنگام به دلیل وضعیت سلامتی نامناسب یکی از فضانوردان بود. هرچند دو مأموریت بعد از سایوز۲۱ که به مقصد سالیوت۵ انجام گرفت، فضانوردان به همراه خود ماسک داشتند. فضانوردان بعد از ورود به فضاپیمای خود و در هنگام عملیات جداسازی از سالیوت۵ دچار مشکل شدند. مکانیسم جداسازی به خوبی کار نکرد و این باعث شد فضانوردان برای رفع آن مجبور شوند ۱ مدار دیگر را کامل کنند. مأموریت بعد از ورود فضاپیما به زمین به دلیل وجود باد تند، فرود سختی نیز به همراه داشت.

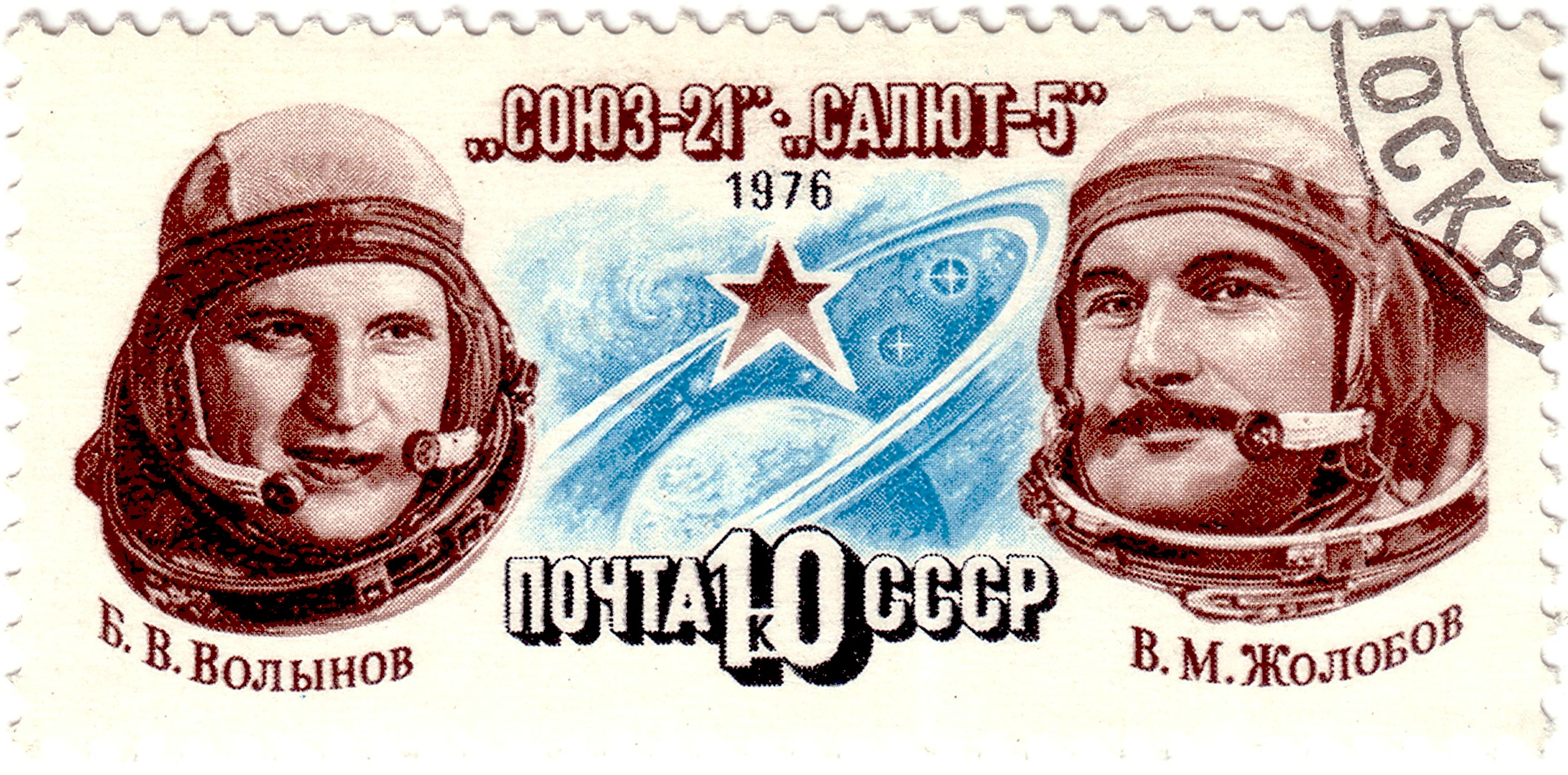
تصاویر فضانوردان سایوز21 روی تمبر

## خدمه مأموریت
| شماره | نام            | ملیت               | تعداد پرواز | نقش         | تصویر |
| ۱     | بوریس وولینوف  | اتحاد جماهیر شوروی | ۲           | فرمانده     |       |
| ۲     | ویتالی ژولوبوف | اتحاد جماهیر شوروی | ۱           | مهندس پرواز |       |